# Thông Macedonia
Thông Macedonia hay thông Balkan (danh pháp hai phần: Pinus peuce) là loài thông bản địa của miền núi Macedonia, Bulgaria, Albania, Serbia và phần cực bắc Hy Lạp, thông thường sinh sống tại các nơi có độ cao 600-2.300 m. Nó thường đạt tới đường giới hạn cây thân gỗ trong khu vực này. Kích thước cây trưởng thành đạt 35–40 m chiều cao và đường kính thân cây 1,5 m.

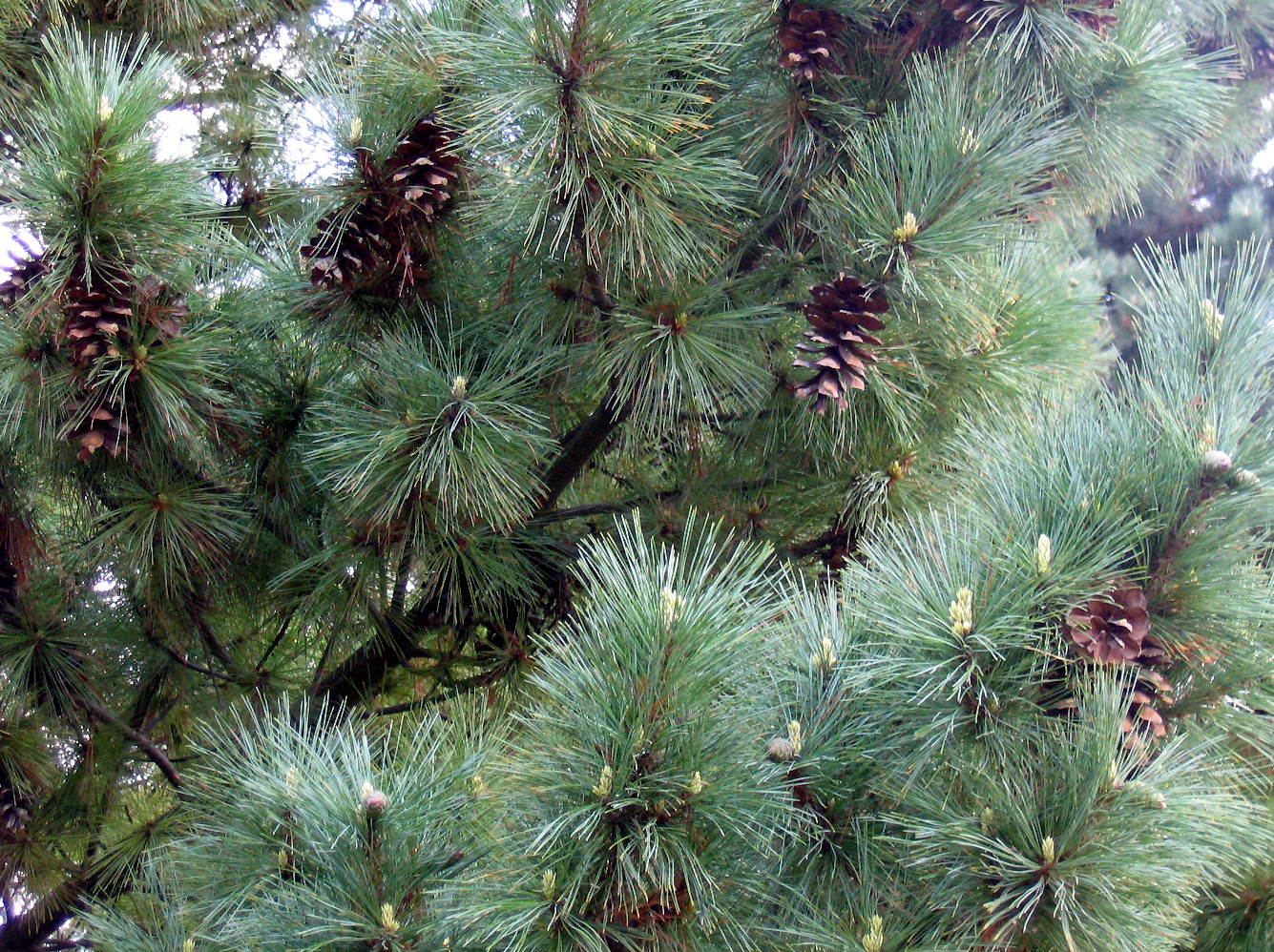
Tán lá và các nón

Là thành viên của nhóm thông trắng (phân chi Strobus) trong chi Pinus nên các lá kim của nó mọc thành chùm 5 lá, với vỏ bao sớm rụng. Chúng dài 6–11 cm. Các nón của thông Macedonia phần lớn dài 8–16 cm, đôi khi tới 20 cm. Các hạt dài 6–7 mm có cánh dài 2 cm và có thể phát tán nhờ gió, nhưng chủ yếu là nhờ chim bổ hạt đốm.
Thông Macedonia có khả năng đề kháng triước nấm gỉ sét phồng rộp thông trắng (Cronartium ribicola) rất tốt nên có giá trị lớn trong nghiên cứu lai ghép và biến đổi gen để phát triển các giống thông trắng có khả năng đề kháng nấm gỉ sét cho khu vực Bắc Mỹ.
Thông Macedonia cũng là loại cây trồng tạo cảnh quan phổ biến trong các công viên và các khu vườn lớn. Nó chịu lạnh khá tốt, có thể sống khi nhiệt độ xuống tới dưới -45 °C cũng như có gió mạnh.